# كنانة (حبيش)

تعديل مصدري - تعديل

كنانة محلة تابعة لقرية الحمراء، التابعة لعزلة الناحية بمديرية حبيش إحدى مديريات محافظة إب في الجمهورية اليمنية، بلغ تعداد سكانها 126 حسب تعداد اليمن لعام 2004.